# Caccia al kidnapper
Caccia al kidnapper (No More Dying Then) è un romanzo poliziesco della scrittrice britannica Ruth Rendell, il sesto della serie dedicata all'Ispettore Wexford. Pubblicato nel 1971, in Italia è apparso nel 1972, nella collana Il Giallo Mondadori con il numero 1421.

## Trama
Circa alla metà di ottobre, in un giorno soleggiato, alcuni bambini giocano al parco. Uno dei più piccoli, John Lawrence, scompare e la polizia riceve la segnalazione dalla madre. Si raccolgono squadre di volontari per una ricerca che non dà frutto. Più utili sono alcune testimonianze: un uomo minuto e vestito con un montgomery era accanto al parco giochi e guidava una Jaguar rossa. Lo sconosciuto si era fatto notare più volte in precedenza e una signora lo aveva riferito alla mamma di uno dei bambini, ma questa aveva ignorato l'avvertimento.
In questa occasione, Burden conosce la madre di John, un'ex attrice che non ha fatto carriera e che ora vive con il figlioletto in una casa molto trascurata. Vedovo e in crisi, Burden si aggira nei dintorni di casa Lawrence, collaborando poco con i colleghi, che faticano a interrogare tutti. Otto mesi prima, il 25 febbraio, era scomparsa senza lasciare tracce la dodicenne Stella Rivers, chiamata spesso con il nome del patrigno (Swan). La ragazzina stava tornando a casa dopo una lezione di equitazione e aveva rifiutato un passaggio in auto. Anche in quell'occasione le ricerche erano state infruttuose. La vicinanza dei punti di sparizione è l'unico elemento che accomuna i due casi.
Nei suoi vagabondaggi, Burden penetra nel parco di una dimora signorile, quasi distrutta da un incendio. Nota che la statua di una fontana è caduta e un'altra non c'è più. Per curiosità si avvicina e scopre le cisterne che alimentavano le fontane e in una di queste trova il cadavere di Stella. L'autopsia, eseguita dal dottor Crocker, stabilisce una morte per soffocamento; non si rilevano altri segni di violenza. Dovendo riaprire il caso, la polizia chiama il patrigno di Stella, Ivor Swan, per il riconoscimento e per l'inchiesta di routine. La reazione di Swan è troppo emotiva, ma l'uomo si presta a collaborare.
Intanto la stazione di polizia è bombardata di telefonate e messaggi, quasi tutti frutto di fantasia, sulla sorte di John. Solo una lettera anonima sembra più attendibile, ma i tentativi di stabilire un contatto con il sedicente rapitore falliscono uno dopo l'altro. In una seconda lettera il tipo invia una ciocca di capelli biondi, asserendo che sono del piccolo John; quando poi l'affermazione risulta errata, il tizio dichiara che sono capelli di Stella Rivers ed è ancora falso. Invece una pista è fornita a Wexford da due delinquenti, Scimmia e Casaubon, che riferiscono all'ispettore una sorta di precedente di Swan: all'età di diciannove anni, mentre pescava in una barca, non aveva soccorso una ragazzina che era poi affogata. Tutti erano allora convinti della colpevolezza di Swan, ma il giovane non poteva essere incriminato, con disappunto del giudice.
Wexford cerca di incastrare Swan, ma questi si è sempre difeso dicendo che la piccola Bridget Scott, conosciuta solo nell'albergo, lo assillava in continuazione; sul lago lui era convinto che Bridget fingesse un pericolo inesistente e ora lo ribadisce. Per far luce sulla vicenda, Wexford va a trovare i coniugi Scott e scopre che il padre di Bridget, piuttosto anziano, è immobilizzato da marzo da un colpo apoplettico. Gli Scott avevano una nipote a Kingsmarkahm e da lei trascorrevano le vacanze, però, a causa della malattia di Scott, non sarebbero più tornati là. E intanto Burden, con il proposito di proteggere Gemma Lawrence, ben presto ha una relazione con lei e medita di sposarla.
Finalmente Wexford redarguisce Burden per la sua inutilità: questi si giustifica dicendo che ha problemi con la famiglia e Wexford gli concede qualche giorno per riprendersi. Mentre i bambini di Burden vanno con la zia dai nonni in una località di mare, lui va con Gemma Lawrence in un piccolo villaggio marino. Vuole sposarla, ma lei pensa solo al suo bimbo scomparso. Così, in un tardo pomeriggio, sulla spiaggia i due si accorgono che c'è una donna con un bambino: Gemma li riconosce e può nuovamente prendere tra le braccia il suo John. Il rapitore si rivela essere una donna, Leonie West, che aveva a suo tempo causato la rottura di Gemma col marito. Il bambino si fidava di lei e pensava a una vacanza imprevista. Con sconcerto di Burden, le due donne si abbracciano e decidono che andranno a vivere insieme, da Leonie.
Frattanto Wexford ha risolto il caso di Stella Rivers: la ragazzina era entrata in casa dell'insegnante di equitazione per telefonare ai genitori. Scott, zio della donna, era lì a riprendersi una valigia e aveva perso un treno. Credendo che Stella fosse proprio figlia di Swan, l'aveva soffocata e poi nascosta nella cisterna. Era poi stato colpito da apoplessia e soccorso da molti, tra cui Crocker. La visita di Wexford era probabilmente la causa della recentissima morte di Scott. Quanto alle spiegazioni di Burden, su come avesse "per caso" ritrovato John con la mamma e la rapitrice, Wexford non crede alle coincidenze, ma lascia le ultime decisioni sul caso al giudice.

## Personaggi
- Michael Burden, ispettore della polizia di Kingsmarkham. È rimasto vedovo della moglie Jane e nel libro si seguono anche le sue vicende familiari.
- Pat e John, figli di Burden, hanno 11 anni (Pat) e un'età molto vicina (John).
- Grace Woodville, sorella nubile della defunta moglie di Burden; si occupa della casa e dei ragazzi.
- Reginald Wexford, ispettore capo della polizia di Kingsmarkam.
- Camb, Martin, Loring, agenti di polizia.
- Harry Wild, giornalista.
- Dottor Crocker, amico di Wexford, si occupa di medicina legale.
- John Lawrence, bambino di cinque anni scomparso.
- Gemma Lawrence, madre del piccolo John. Divorziata da Matthew Lawrence che l'ha piantata per una ballerina piuttosto anziana: Leonie West.
- Stella Rivers, 12 anni, è scomparsa da otto mesi: nel circondario è più conosciuta come Stella Swan.
- Rosalind Swan, madre di Stella, divorziata, sposata in seconde nozze con Ivor Swan.
- Ivor Swan, patrigno di Stella.
- Peter Rivers, padre di Stella, si è trasferito e la figlia non lo vede mai.
- Bridget Scott, altra ragazzina, morta da anni.
- Ralph Scott, Ena Scott, padre e madre di Bridget,
- Scimmia e Casaubon, pseudonimi di due criminali.
- Margaret E. Fenn, maestra di equitazione.

## Opere derivate
Il romanzo è stato adattato per la serie televisiva Ruth Rendell Mysteries, terza stagione, in tre episodi andati in onda dal 22 ottobre al 5 novembre 1989

## Edizioni in italiano
- Ruth Rendell, Caccia al kidnapper, traduzione di Luciana Agnoli Zucchini, collana Il Giallo Mondadori, n 1241, Milano 1972
- Id. Le ipotesi di Wexford, introduzione di Natalia Aspesi, Serie: Omnibus gialli, Mondadori, Milano 1992 (contiene: Quella buia notte di settembre; Caccia al kidnapper; La ragazza caduta dal cielo);